# Ovington (Northumberland)
Pour les articles homonymes, voir Ovington.
Ovington est une paroisse civile et un village du Northumberland, en Angleterre. La population de la paroisse civile au recensement de 2011 était de 532 habitants.